# 태임
태임(太任, ?~?)은 계력(季歷)의 부인(夫人)이고, 주 문왕(周 西周) 어머니이다.

## 개요
계력(季歴)은 중국 상나라 시대의 주의 수장이다. 계력은 태임(太任)과 결혼하여 서주 문왕을 낳았다. 계력(季歴)은 상나라의 문정에게 감금되어 아사하였다. 태임(太任)은 서주 문왕을 잘 보육하였다. 태임은 계력의 어머니 태강(太姜)과 같이 어진 어머니로 알려져 있다.

## 가계
- 남편 : 계력(季歷)
- 부인 : 태임(太任)
  - 장남 : 서주 문왕(西周 文王)
  - 차남 : 괵중(虢仲)
  - 삼남 : 괵숙(虢叔)

## 같이 보기
- 계력
- 주문왕